# Slag bij Durbe
De Slag bij Durbe was een veldslag die op 13 juli 1260 nabij Durbe, Letland werd uitgevochten tussen de Samogitiërs en de Duitse en Lijflandse Orde tijdens de Lijflandse Kruistocht. De veldslag resulteerde in een overwinning voor de Samogitiërs en is een van de grootste nederlagen voor de Ordes in het oosten.

## Aanloop
De Lijflandse Orde was al sinds 1253 in conflict met Samogitië nadat koning Mindaugas delen van Samogitië aan de orde had geschonken. De Samogitiërs erkenden deze overdracht niet en begonnen daarop te vechten voor hun onafhankelijkheid. Voor de ordes was Samogitië van groot belang omdat de regio hun gebieden van elkaar fysiek scheidde. Na de Slag bij Memel in 1257 kwamen de beide partijen tot een overeenkomst voor een tweejarige wapenstilstand. Toen de wapenstilstand was afgelopen vielen de Samogitiërs Koerland binnen en versloegen ze de ridders in de Slag bij Skuodas. Door deze overwinning werden de Semgallen ook geïnspireerd om in opstand te komen tegen de ridders. Om hun positie te versterken besloten de ordes om een paar kastelen te bouwen in Dobele en Georgenburg. De Samogitiërs bouwden vervolgens hun eigen burcht vlak bij Georgenburg waarmee ze de aanvoerlijnen van het kasteel afsneden.

## Slag
De grootmeester van de Lijflandse Orde, Burchard von Hornhausen, besloot vervolgens om een militaire campagne te lanceren tegen de Samogitiërs en op 25 april 1260 kregen ze in een pauselijke bul de zegening van paus Alexander IV voor hun kruistocht. De troepen van de ordes kwamen bijeen bij het Kasteel van Klaipeda en besloten om richting Koerland te marcheren om de Samogitiërs te verslaan en de legers kwamen elkaar uiteindelijk tegen bij het meer van Durbe.
De ridders werden geplaagd door onderlinge geschillen. De Deense Esten weigerden om af te stijgen van hun zware paarden die ongeschikt waren voor het moerassige terrein. Toen de slag startte verlieten sommige Koeren het leger van de ridders, omdat die zich niet aan hun belofte had gehouden om gevangen Kuronen in het kamp van de Samogitiërs te bevrijden. Na het verlies van deze troepen werden de ridders algauw omsingeld en leden ze hevige verliezen. Zo'n 150 ridders stierven tijdens de slag samen met honderden soldaten. Onder de doden bevond zich onder andere de Lijflandse grootmeester Burchard von Hornhausen.
In de Lijflandse Rijmkroniek wordt de slag uitvoerig beschreven, maar de kroniek vertelt echter niet wie de leider van de Samogitiërs was op het slagveld. Lange tijd werd aangenomen dat dit Treniota was, maar dit beeld werd onderuit gehaald door historicus Edvardas Gudavičius in 1982 die wees op de afkomst van Treniota en dat deze niet Samogitisch was. Volgens Inga Baranauskienė zouden de Samogitiërs geleid zijn door Alminas, een Samogitische oudere die voor 1256 verkozen was.

## Nasleep
Na de slag braken er diverse opstanden tegen de ordes uit, waaronder de Grote Pruisische Opstand die van 1260 tot 1274 duurde. De Semgallen zouden zo'n dertig jaar lang in opstand blijven, terwijl de Koeren zich al in 1267 overgaven. Na de slag zou Treniota zijn oom Mindaugas hebben overgehaald om te breken met het christelijke geloof en weer de wapen op te pakken tegen de ridderordes. In 1263 liet Treniota Mindaugas vermoorden en eiste hij de troon op en keerde Litouwen weer terug naar het heidendom. Door de eigen instabiliteit kon het groothertogdom Litouwen niet profiteren van de verzwakte positie van de ridderordes.